# Fußgrund
Fußgrund ist eine Wüstung auf dem Gemeindegebiet der Stadt Schwarzenbach am Wald im Landkreis Hof (Oberfranken, Bayern).

## Geografie
Die Einöde lag auf einer Höhe von 552 m ü. NHN an einem namenlosen linken Zufluss der Thiemitz und war allseits von Wald umgeben. Ein Wirtschaftsweg führte 600 Meter westlich nach Göhren.

## Geschichte
Gegen Ende des 18. Jahrhunderts bestand Fußgrund aus einem Anwesen. Die Hochgerichtsbarkeit sowie die Grundherrschaft über das Gütlein hatte das bayreuthische Verwaltungsamt Bernstein am Wald.
Von 1797 bis 1810 unterstand Fußgrund dem Justiz- und Kammeramt Naila. Infolge des Ersten Gemeindeedikts wurde Fußgrund dem 1812 gebildeten Steuerdistrikt Bernstein und der zugleich entstandenen Ruralgemeinde Räumlas zugewiesen.

### Einwohnerentwicklung
| Jahr      | 001799 | 001820 | 001861 | 001871 |
| Einwohner | 26     | 3      | 8      | 6      |
| Häuser    | 4      |        |        |        |
| Quelle    | [ 5 ]  | [ 3 ]  | [ 6 ]  | [ 7 ]  |

## Konfession
Fußgrund war evangelisch-lutherisch geprägt und nach St. Michael (Bernstein am Wald) gepfarrt.